# Brynmawr
Brynmawr (kymriska: Bryn-mawr) är en ort och community i Storbritannien. Den ligger i kommunen Blaenau Gwent och Wales. Brynmawr ligger 382 meter över havet.
Runt Brynmawr är det tätbefolkat, med 613 invånare per kvadratkilometer. Närmaste större samhälle är Cwmbran, 19 km sydost om Brynmawr. Omgivningarna runt Brynmawr är en mosaik av jordbruksmark och naturlig växtlighet.
Kustklimat råder i trakten. Årsmedeltemperaturen i trakten är 8 °C. Den varmaste månaden är juli, då medeltemperaturen är 15 °C, och den kallaste är december, med 0 °C.